# Brunei aux Jeux paralympiques
Le Brunei a participé pour la première fois aux Jeux paralympiques aux Jeux paralympiques d'été de 2012 à Londres et n'a remporté aucune médaille depuis son entrée dans la compétition.   